# Islam en Croatie

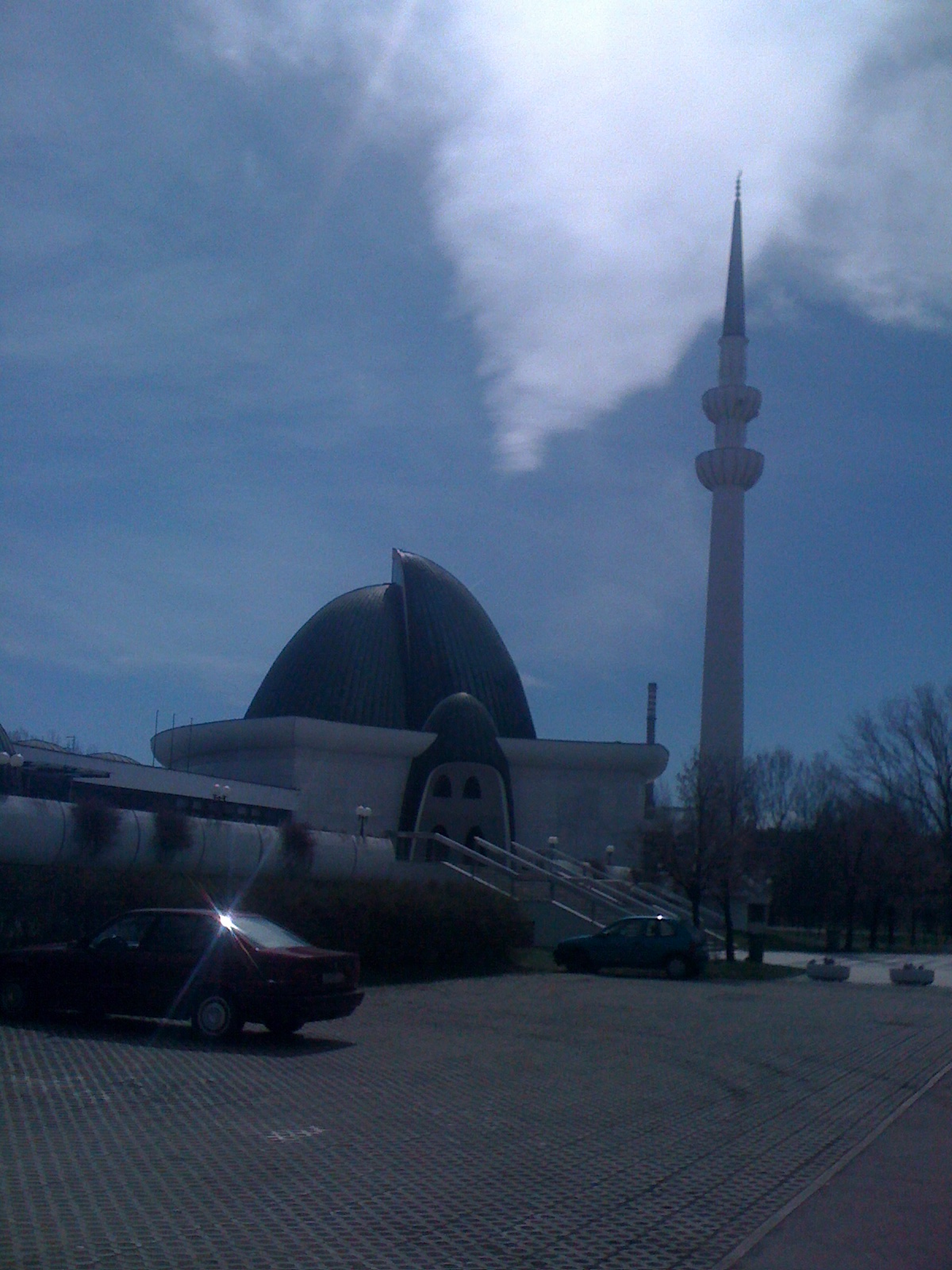
La mosquée de Zagreb, seconde mosquée construite en Croatie en 1987

L'islam a été introduit en Croatie par l'Empire ottoman. Les musulmans représentent environ 1,5 % de la population de Croatie. La Communauté islamique en Croatie est officiellement reconnue par l'État

## Histoire

### L'ère ottomane
La conquête ottomane d'une partie de la Croatie du XVe au XIXe siècle a laissé une empreinte profonde dans la civilisation croate. Des croates se convertissent à l'islam, certains après avoir été faits prisonniers de guerre, d'autres à travers le système devşirme.
Dans les années 1700, l'Empire ottoman est repoussé de Croatie.

### Depuis leXIXesiècle
Sur le territoire de l'actuelle république de Croatie, les croyants musulmans ont été enregistrés pour la première fois lors du recensement de 1931, 1 239 d'entre eux étaient à Zagreb et leur nombre total en Croatie étant seulement environ 4 000.
Le mufti de Zagreb pendant la Seconde Guerre mondiale était Ismet Muftić. Il a été exécuté par l'Armée des partisans yougoslaves en 1945.
| Année | Nombre |
| ----- | ------ |
| 1948  | 1 077  |
| 1953  | 1 685  |
| 1961  | 3 113  |
| 1971  | 18 487 |
| 1981  | 23 740 |
| 1991  | 43 486 |

Après la dislocation de la Yougoslavie, une augmentation sensible peut être attribuée à l'afflux de musulmans bosniaques qui ont eu lieu pendant et après le conflit en Bosnie de 1992 à 1996.
Le recensement croate de 2001 a identifié un total de 56 777 musulmans, soit 1,3 % de la population totale de la Croatie. Les groupes ethniques suivants ont été présumés significativement musulmans:
- 20 755 bosniaques (musulmans slaves)
- 19 677 qui utilisent la nationalité muslim[6].
- 16 345 personnes d'une autre nationalité (albanais (15 082); roumains (9 463); croates...)
- 300 turcs (peuple)[7].

## Statistiques
Les données publiées par le recensement croate de 2011 comprennent un tableau croisé de l'ethnicité et la religion qui a montré un total de 62 977 musulmans (1,47% de la population totale) a été réparti entre les groupes ethniques suivants:
- 27 959 Bosniaques
- 9 647 Croates
- 9 594 Albanais
- 6 704 muslim
- 5 039 Roumains
- 2 361 musulmans d'autres nationalités
- 762 musulmans de nationalité non déclarée
- 343 Turcs
- 217 Macédoniens
- 159 Monténégrins
- Autres ethnies (moins de 100 personnes pour chacune)

## Mosquées
La Croatie dispose de trois mosquées avec minarets.
| Nom               | Image | Ville  | Comitat               | Inauguration      |
| ----------------- | ----- | ------ | --------------------- | ----------------- |
| Mosquée de Gunja  |       | Gunja  | Vukovar-Syrmie        | 28 septembre 1969 |
| Mosquée de Rijeka |       | Rijeka | Primorje-Gorski Kotar | 4 mai 2013        |
| Mosquée de Zagreb |       | Zagreb | Zagreb                | 24 avril 1987     |

La communauté musulmane de Croatie prévoit la construction de deux autres mosquées, à Osijek et Sisak.
La Croatie est également dotée de 25 lieux de prière, qui ne sont pas assimilables à des mosquées.